# Cobalt(III)-sulfat
Cobalt(III)-sulfat ist eine anorganische chemische Verbindung des Cobalts aus der Gruppe der Sulfate.

## Gewinnung und Darstellung
Cobalt(III)-sulfat-18-hydrat (Co2(SO4)3·18H2O) kann durch anodische Oxidation einer schwefelsauren Lösung von Cobalt(II)-sulfat-heptahydrat bei 0 °C gewonnen werden.

## Eigenschaften
Cobalt(III)-sulfat ist ein als blaugrüne, glänzende Blättchen vorliegender Feststoff. Er ist ein kräftiges Oxidationsmittel und zersetzt sich in trockener Atmosphäre beim Erhitzen rasch zu einem braunen, dann rötlichen Pulver. Eiskaltes Wasser zersetzt es rasch unter Bildung von Sauerstoff  und Cobalt(II)-sulfat. Mit verdünnter Schwefelsäure bildet es eine grüne Lösung, die einige Tage beständig ist. Bei Versetzung mit Alkalilauge scheidet sich Cobaltoxidhydroxid ab. Mit Alkalimetallsulfaten bildet es dunkelblaue Cobaltalaune, z. B. Kaliumcobaltsulfat-Dodekahydrat KCo(SO4)2·12H2O.